# Голаскури
Голаскури (груз. გოლასკური) — село в Грузии, на территории Сенакского муниципалитета края (мхаре) Самегрело-Верхняя Сванетия.

## География
Село находится в западной части Грузии, на правом берегу реки Циви (правый приток Риони), на расстоянии приблизительно 5 километров (по прямой) к юго-западу от города Сенаки, административного центра муниципалитета. Абсолютная высота — 8 метров над уровнем моря.

## Население
По результатам официальной переписи населения 2014 года в Голаскури проживало 419 человек (217 мужчин и 202 женщины). В национальной структуре населения грузины составляли 99,8 %.
| Год  | Население, человек |
| ---- | ------------------ |
| 2002 | 360                |
| 2014 | ↗ 419              |